# Zbigniew Frączkiewicz

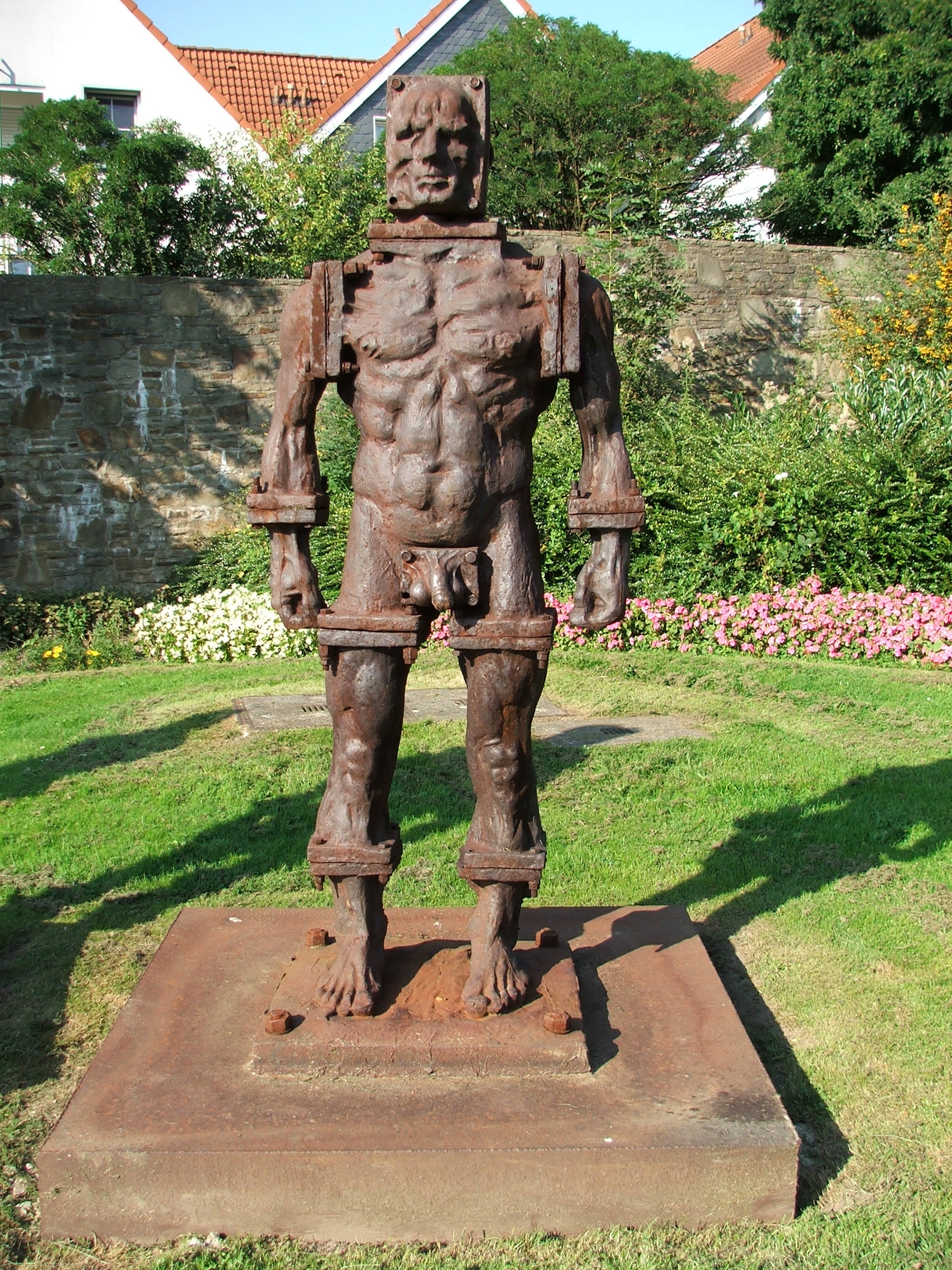
Mensch aus Eisen in Hattingen

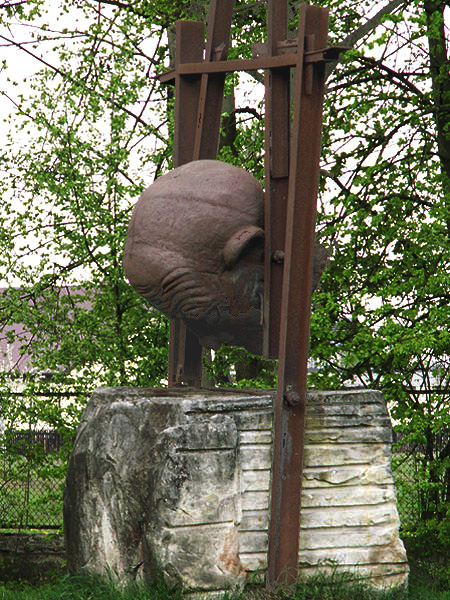
Kopf im Skulpturenzentrum in Polen

Zbigniew Frączkiewicz (* 8. Oktober 1946 in Grzmiąca, Pommern) ist ein polnischer Bildhauer aus Szklarska Poręba.
Frączkiewicz wuchs in Łódź auf. 1965 machte er an dem dortigen Gymnasium für bildende Künste Abitur und nahm dann das Studium an der Abteilung für Skulptur der Warschauer Kunstakademie auf, die er im Jahr 1971 absolvierte. Seit dem Jahr 1972 war er an der Kunstakademie (PWSSP) in Breslau beschäftigt.
In Hattingen befinden sich drei seiner Skulpturen Menschen aus Eisen (1996) und eine Granitskulptur im Gethmannschen Garten im Ortsteil Blankenstein.
Das Albert-Einstein-Gymnasium in Berlin weihte am 9. Mai 2001 auf seinem Schulhof die 1999 geschaffene Stahlplastik „Wir vom XX. Jahrhundert“ ein. Im Jahre 2004 wurde die Skulptur auch auf der Sculpture Grande in Prag ausgestellt.
Die vom Ratsherrn von Gorzów Wielkopolski, Josef Finster, gespendete Plastik auf dem Marktplatz hat eine Empörung der Moralisten hervorgerufen, wurde von den Einwohnern „Śfinster“ oder sogar „Świńster“ (etwa „Schweinster“) genannt und mehrmals beschädigt.

## Weblinks

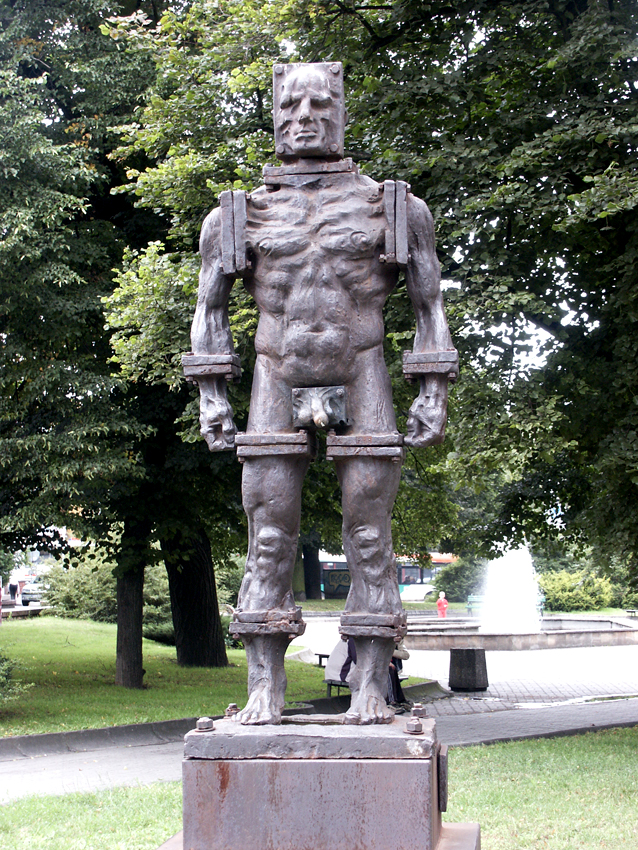
Mensch aus Eisen in Gorzów Wielkopolski (Świnster)
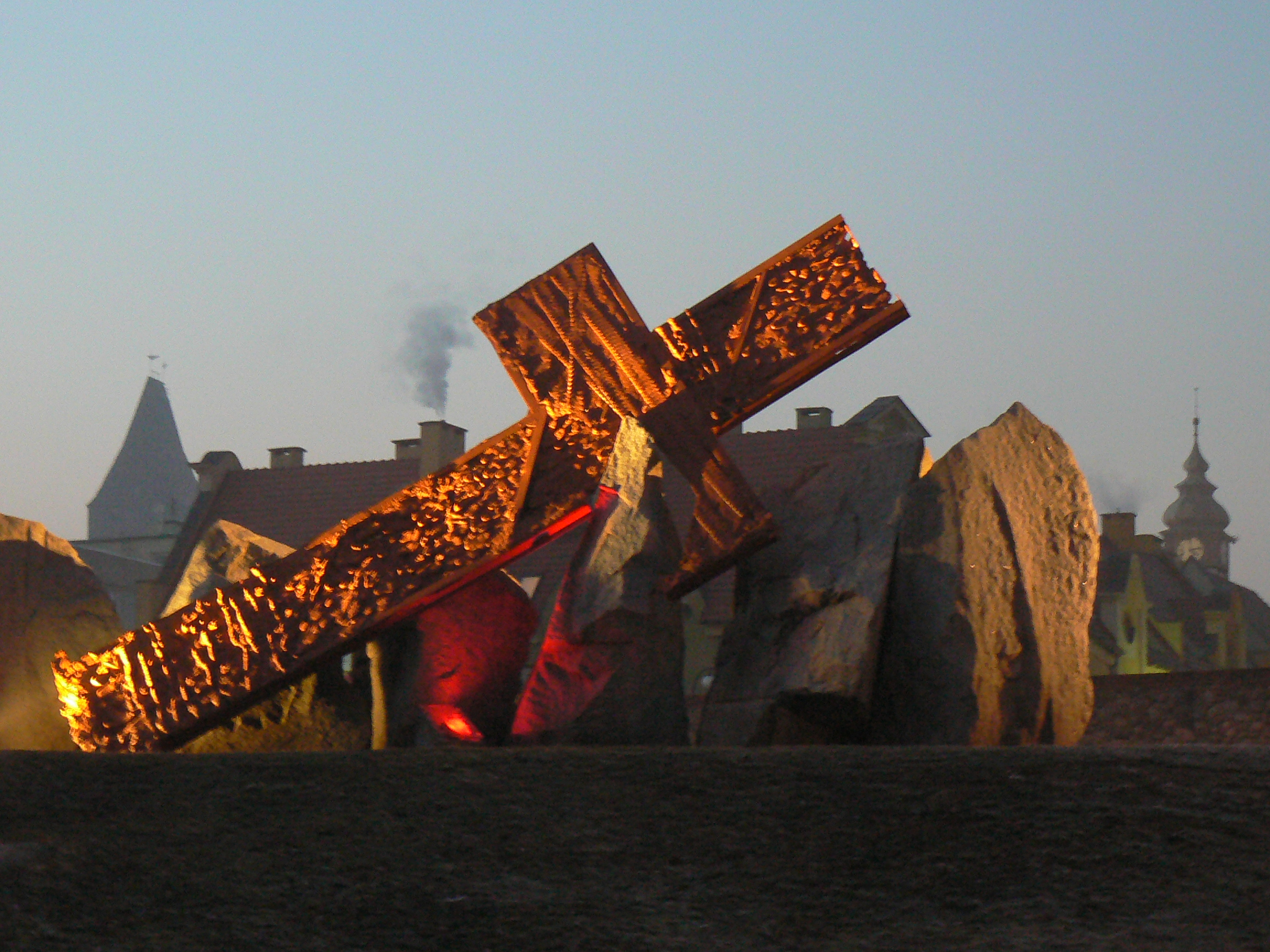
Denkmal der Opfer des Kriegszustands 1982 in Lubin
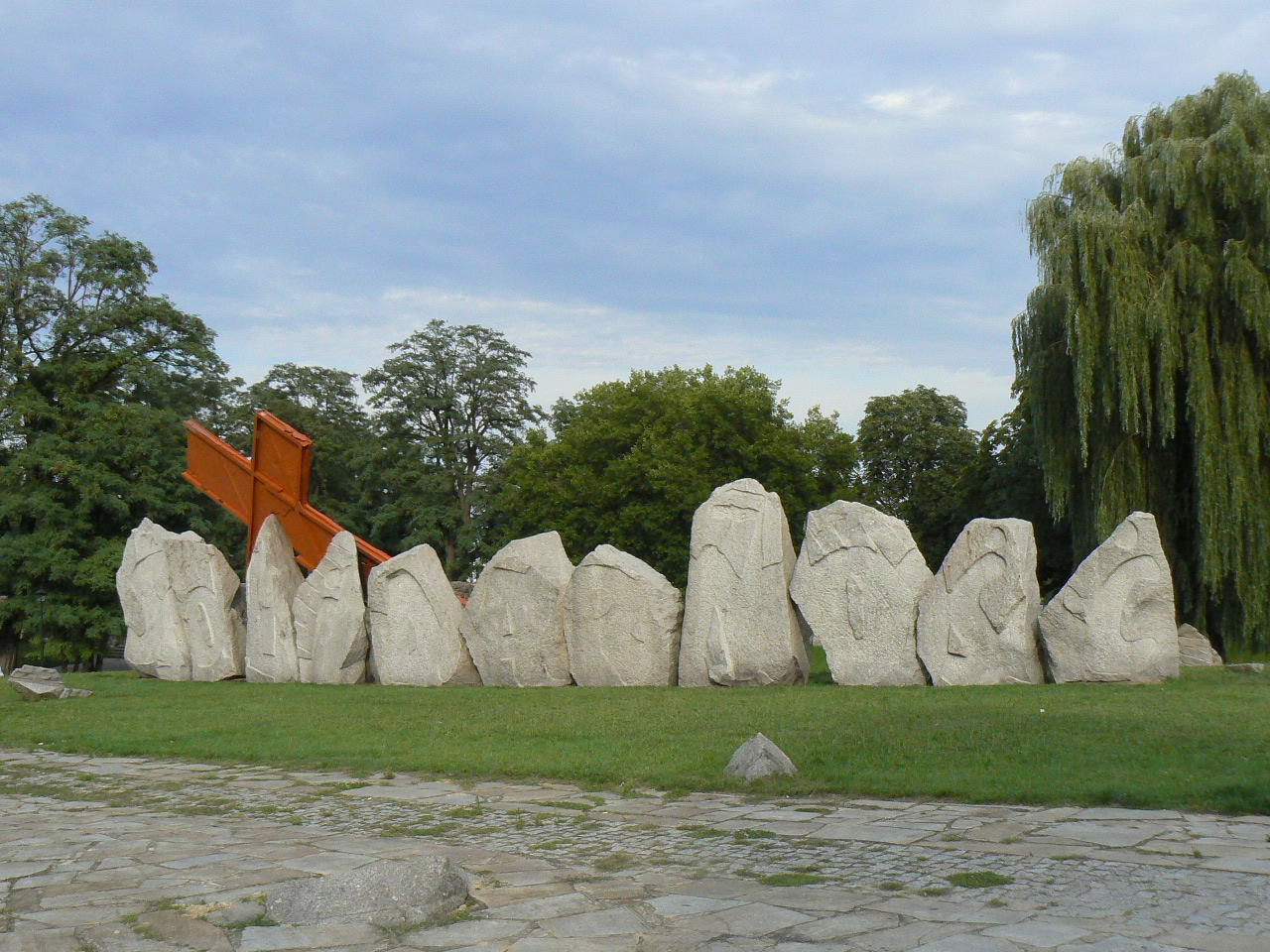
Denkmal der Opfer des Kriegszustands 1982 in Lubin
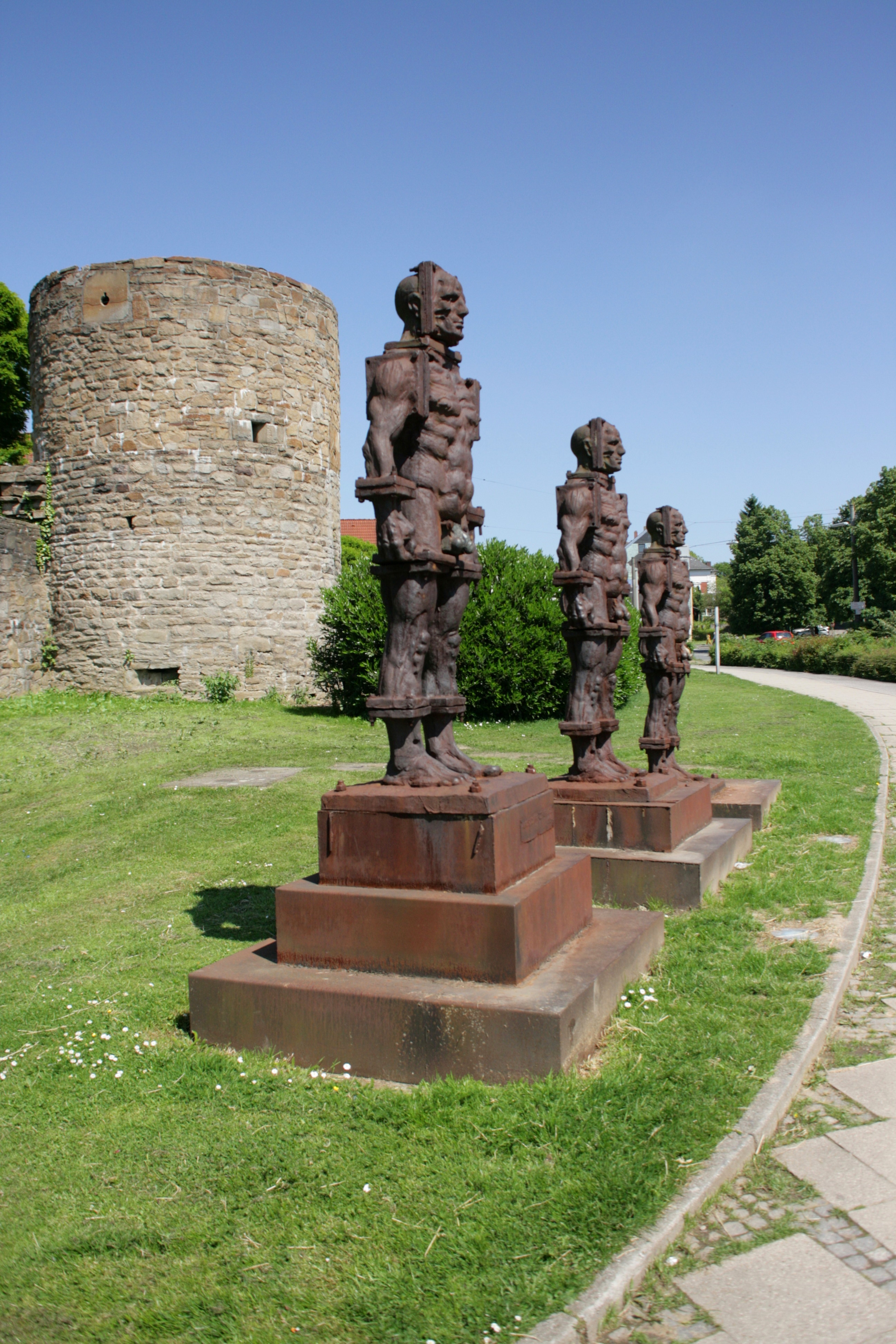
Menschen aus Eisen in Hattingen
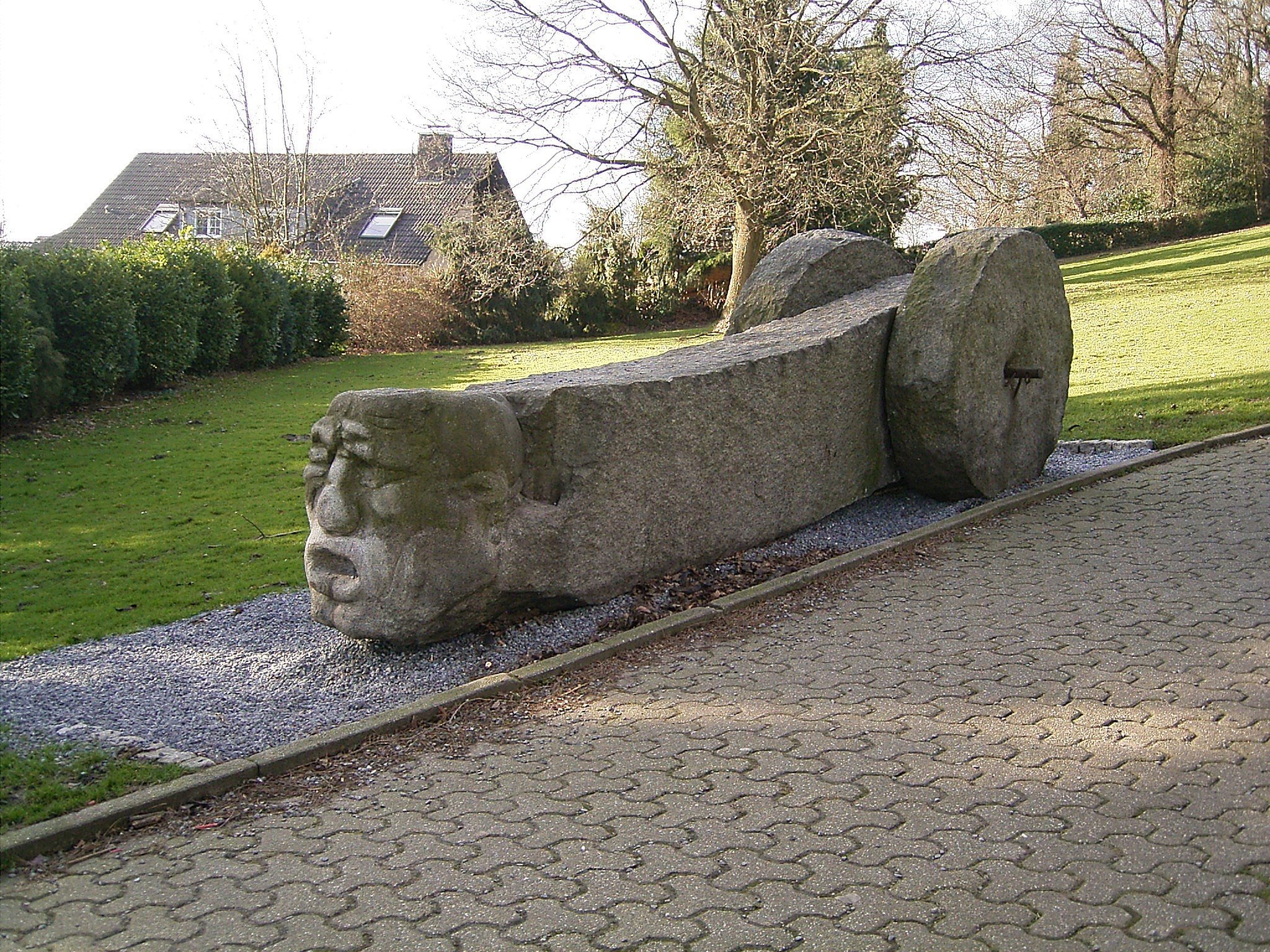
Granitskulptur in Hattingen